# Giuseppe Fezzardi
Giuseppe Fezzardi, född den 28 december 1939 i Arcisate, är en italiensk före detta landsvägscyklist vars främsta meriter är totalsegern i Tour de Suisse 1963, segern i Tre Valli Varesine 1962 samt en etappvinst i Tour de France 1965.

## Meriter
|  | 1961 2:a totalt i Tour de Romandie 5:a i Giro di Campania 1962 Vinnare av Tre Valli Varesine 3:a i Trofeo Baracchi (med Aldo Moser) 8:a totalt i Tour de Suisse 9:a i GP Lugano 1963 Vinnare totalt av Tour de Suisse 6:a i Giro di Toscana 8:a i Giro di Romagna 9:a i Giro di Campania 1964 6:a totalt i Vuelta a Levante | 1965 Vinnare av etapp 15 i Tour de France 2:a i Giro del Ticino 3:a i Trofeo Baracchi (med Tomasso De Pra) 3:a i Coppa Agostoni 4:a i Giro di Romagna 1966 Vinnare av Giro del Ticino 1967 7:a totalt i Tour de Suisse 1968 3:a totalt i Tirreno–Adriatico 3:a totalt i Giro di Sardegna 8:a totalt i Tour de Romandie |